# Municipio de Chuy
El municipio de Chuy es uno de los municipios del departamento de Rocha, Uruguay.

## Ubicación
El municipio se encuentra situado en la zona noreste del departamento de Rocha, limitando al norte y este con Brasil.

## Características
El municipio de Chuy fue creado por Ley N.º 18653 del 15 de marzo de 2010, y forma parte del departamento de Rocha. Comprende el distrito electoral EFB de ese departamento. Sus límites quedaron determinados a través del Decreto 05/10 de la Junta Departamental de Rocha y su sede es la ciudad de Chuy, siendo ésta la única localidad comprendida en este municipio.

## Autoridades
La autoridad del municipio es el Concejo Municipal, compuesto por el Alcalde y cuatro Concejales.
Alcaldes según período:
| Nº | Alcalde                       | Partido             | Inicio del mandato      | Fin del mandato         | Observaciones       | Concejales                                                                         |
| -- | ----------------------------- | ------------------- | ----------------------- | ----------------------- | ------------------- | ---------------------------------------------------------------------------------- |
| 1  | Mary Urse                     | Frente Amplio FA    | 9 de julio de 2010      | 8 de julio de 2015      | Alcaldesa elegida   |                                                                                    |
| 2  | Mary Urse                     | Frente Amplio FA    | 9 de julio de 2015      | 26 de noviembre de 2020 | Alcaldesa reelegida | Cecilia Márquez (FA) Sandra Lazo (FA) Máximo Ferreira (PN) Julián Larrosa (PN)     |
| 3  | Carlos Eduardo Calabuig Casal | Partido Nacional PN | 27 de noviembre de 2020 | 2025                    | Alcalde elegido     | Máximo Ferreira (PN) Washington Robaina (PN) María Laxalthe (FA) Jorge Ogando (FA) |